# Gran Premio Città di Modena-Memorial Viviana Manservisi 2010
Il Gran Premio Città di Modena-Memorial Viviana Manservisi 2010, settima edizione della corsa e valida come evento dell'UCI Europe Tour 2010, si svolse il 18 settembre 2010 su un percorso di 199,8 km. Fu vinto dall'italiano Francesco Chicchi, che giunse al traguardo con il tempo di 4h25'34" alla media di 45,141 km/h.
Al traguardo 132 ciclisti portarono a termine il percorso.

## Ordine d'arrivo (Top 10)
| Pos. | Corridore         | Squadra       | Tempo    |
| ---- | ----------------- | ------------- | -------- |
| 1    | Francesco Chicchi | Liquigas      | 4h25'34" |
| 2    | Manuel Belletti   | Colnago       | s.t.     |
| 3    | Elia Viviani      | Liquigas      | s.t.     |
| 4    | Jurij Metlušenko  | Amore & Vita  | s.t.     |
| 5    | Michele Merlo     | Footon        | s.t.     |
| 6    | Sacha Modolo      | Colnago       | s.t.     |
| 7    | Enrico Rossi      | Cer. Flaminia | s.t.     |
| 8    | Rafaa Chtioui     | Acqua & Sap.  | s.t.     |
| 9    | Simone Ponzi      | Lampre        | s.t.     |
| 10   | Matteo Montaguti  | De Rosa       | s.t.     |